# Marthana nigerrima
Marthana nigerrima is een hooiwagen uit de familie Sclerosomatidae.